# Anisogamus lineatus
Anisogamus lineatus är en nattsländeart som beskrevs av Klapalek 1903. Anisogamus lineatus ingår i släktet Anisogamus och familjen husmasknattsländor. Inga underarter finns listade i Catalogue of Life.